# Valabetokana
Valabetokana è una città e comune del Madagascar situata nel distretto di Faratsiho, regione di Vakinankaratra. 
La popolazione del comune rilevata nel censimento 2001 era pari a 7 357 unità.